# Eddy Christiani
Eduard (Eddy) Christiani (Den Haag, 21 april 1918 – Aalsmeer, 24 oktober 2016) was een Nederlands gitarist en zanger, componist en tekstschrijver. Christiani was tot 2010 nog actief als zanger, al trad hij sedert 2008 niet meer in zalen op.

## Biografie

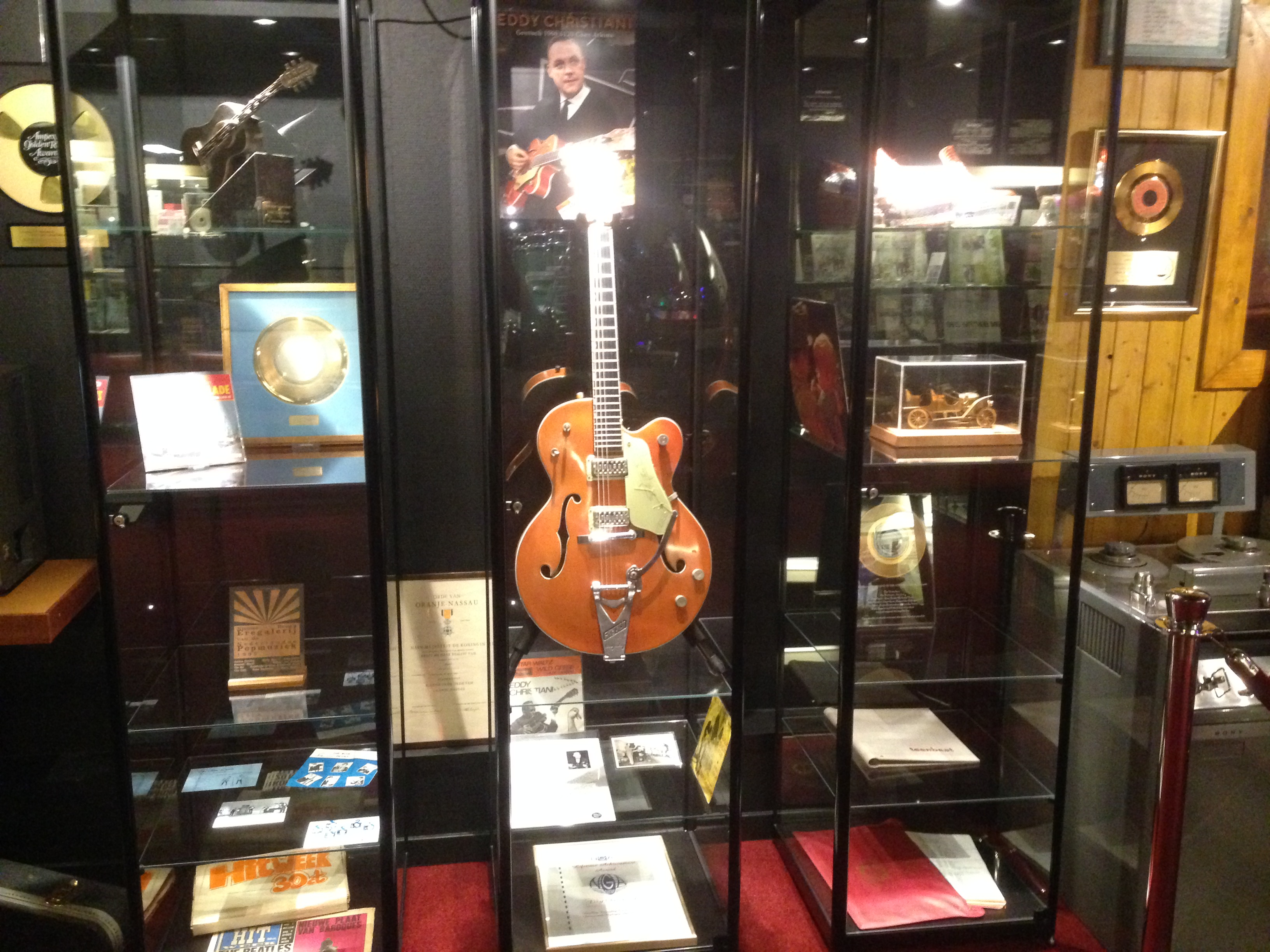
Elektrische gitaar van Christiani in Museum RockArt

Christiani staat in de Nederlandstalige levensliedtraditie, maar naast Lou Bandy en Willy Derby waren ook verschillende soorten Amerikaanse amusementsmuziek van invloed op zijn stijl. In 1939 was hij de eerste Nederlandse (en mogelijk eerste Europese) artiest die een elektrische gitaar (Epiphone model Electar Model M) bespeelde. Zijn gitaarsound werd bepalend voor het geluid van het Orkest Frans Wouters (met John de Mol op accordeon en Theo van Brinkom op viool). In 1941 nam hij als eerste Nederlandse gitarist een elektrische gitaarsolo op in Ons Gebouw in Hilversum. The Windmill was een door hemzelf geschreven instrumentaal nummer.
In 1943 moest hij wegens problemen met de Kultuurkamer onderduiken en ging hij naar België. Na de bevrijding van Brussel ging Christiani spelen in een Engels legerorkest, de Army Troupers. Achter de frontlinies trok hij mee Duitsland in. In Bonn kon hij zich aansluiten bij de beroemde Cold Stream Guards (The Guards Divisional Dance Orchestra). In Hamburg trad Christiani als gastsolist met zijn elektrische gitaar op voor de British Forces Network (BFN). In 1946 keerde hij terug naar Nederland.

### Na 1945
De populariteit van Christiani nam in de periode na de oorlog reusachtige vormen aan. Hij werd een waar popidool. Om aan de vele aanbiedingen te kunnen voldoen besloot Christiani samen met Frans Poptie in 1951 zijn eigen ensemble op te richten, het "Ensemble Eddy Christiani onder leiding van Frans Poptie". De lezers van het muziekblad Tuney Tunes verkozen Christiani in 1953 tot de populairste zanger van Nederland. Hij bleef bovenaan in de poll staan tot en met 1956.
Na de opkomst van de rock-'n-roll stopte Christiani met het opnemen van platen en ging zich als gitarist toeleggen op begeleidings- en studiowerk.
In 1952 was hij de eerste Nederlander met een gouden plaat op 78 toeren met Zeemanshart. Andere bekende hits van Christiani waren Zonnig Madeira (1938), Ouwe Taaie (1943), Op De Woelige Baren (1948), Kleine Greetje Uit De Polder (1950), Spring Maar Achterop (1952), Daar Bij De Waterkant en Rosemarie Polka (1953). Kleine Greetje Uit De Polder eindigde tijdens de Week van het Nederlandse Lied 2009 in de Top 200 op nummer 94.

### Vanaf de jaren zestig
Met Sucu Sucu (Mijn Sombrero) maakte Christiani in 1961 een comeback. De Spaanse versie van de plaat werd in de Verenigde Staten, Duitsland en Scandinavië uitgebracht. In de Amerikaanse Billboard Hot 100 bereikte Christiani hiermee de 82e positie.
In 1962 ontdekten veel jonge aankomende gitaristen dat het zangidool van hun ouders ook opwindende gitaarstukken kon spelen. Zijn single Little Geisha / Du, Du Liegst Mir Im Herzen paste helemaal in de stijl van de Nederlandse gitaargroepen en Indorock-bandjes. Christiani speelde de nummers op zijn Gretsch-gitaar (model Chet Atkins Nashville) en ze waren in een lange echosound gedompeld. Zijn instrumental Wild Geese werd in 1963 door The Jumping Jewels gecoverd. Christiani werd in 1962 en 1963 door de lezers van het maandblad Muziek Parade uitgeroepen tot de populairste Nederlandse gitarist. Met het combo van Tonny Eyk was Christiani vanaf de zomer van 1966 jarenlang met zijn gitaar te zien bij Willem Duys in het tv-programma Voor de vuist weg.
In de jaren 2006-2010 reikte Christiani jaarlijks in Vlissingen de Eddy Christiani Award uit aan een gitarist die een inspirerende bijdrage heeft geleverd aan de ontwikkeling van muziek voor elektrische gitaar. Sinds 2013 draagt deze prijs zijn naam niet meer. In 2007 ging hij op 89-jarige leeftijd op afscheidstournee met als titel De engel op mijn schouder. Op 21 april 2008 werd zijn 90e verjaardag groots gevierd onder leiding van Hans van Willigenburg en met Annie de Reuver, Jan Akkerman en Tonny Eyk. Op 21 april 2013 vierde Christiani zijn 95e verjaardag in bijzijn van De Reuver en Ad van de Gein. Hij verhuisde naar een zorgcentrum in Aalsmeer en vierde daar met onder anderen Gerard Joling zijn 98e verjaardag. Christiani overleed daar in oktober 2016 op 98-jarige leeftijd. De uitvaartceremonie vond plaats in schouwburg De Meerse in Hoofddorp, zijn as werd uitgestrooid bij crematorium Westgaarde in Amsterdam.
Christiani is getrouwd geweest met de actrice Hella Faassen, die hem overleefde.

## Discografie

### Singles
| Single met eventuele hitnotering(en) in de Nederlandse Top 40 | Datum van verschijnen | Datum van binnenkomst | Hoogste positie | Aantal weken | Opmerkingen                                                        |
| ------------------------------------------------------------- | --------------------- | --------------------- | --------------- | ------------ | ------------------------------------------------------------------ |
| Zonnig Madeira                                                | 1938                  |                       |                 |              | samen met John de Mol and his Swing Specials                       |
| Ek wil jou hê, ek sal jou krij                                | 1941                  |                       |                 |              | samen met Orkest Frans Wouters                                     |
| Als op Capri de rozentuinen bloeien                           | 1942                  |                       |                 |              | samen met Orkest Frans Wouters                                     |
| Zonnig Madeira                                                | 1943                  |                       |                 |              | samen met John de Mol and his Swing Specials                       |
| 't Was een zomernachtfeest                                    | 1943                  |                       |                 |              | samen met John de Mol and his Swing Specials                       |
| Ouwe taaie                                                    | 1943                  |                       |                 |              | samen met Orkest Frans Wouters                                     |
| Ik zie de zon/Veel mooier dan het mooiste schilderij          | 1944                  |                       |                 |              | samen met Orkest Frans Wouters                                     |
| Yunga Yunga                                                   | 1944                  |                       |                 |              | samen met Orkest Frans Wouters                                     |
| Op de woelige baren                                           | 1947                  |                       |                 |              | samen met Vincentino                                               |
| Aan het Lago Maggiore                                         | 1947                  |                       |                 |              |                                                                    |
| Catarina, Catarina, Catari                                    | 1947                  |                       |                 |              |                                                                    |
| Mariandel                                                     | 1947                  |                       |                 |              |                                                                    |
| Zeg, kleine schooljuffrouw                                    | 1948                  |                       |                 |              |                                                                    |
| Hoog in de lucht                                              | 1948                  |                       |                 |              | samen met Vincentino                                               |
| Tsoe-tsoe Bonnie Bee/You are my chocolaadje                   | 1948                  |                       |                 |              | samen met Orkest Frans Wouters                                     |
| Choo-choo Bonny Boy                                           | 1948                  |                       |                 |              | samen met Vincentino                                               |
| Oh, lieve kleine schattebout                                  | 1948                  |                       |                 |              | samen met Vincentino                                               |
| Op de woelige baren                                           | 1948                  |                       |                 |              | samen met Vincentino                                               |
| Meisje doe me 'n lol                                          | 1948                  |                       |                 |              | samen met Rumba-Orkest Malando                                     |
| Maria van Bahia/Signorita Estrellita                          | 1949                  |                       |                 |              | samen met Accordeola                                               |
| Hier's ek weer                                                | 1949                  |                       |                 |              | samen met Accordeola o.l.v. Frans Wouters                          |
| Lied van de zee                                               | 1949                  |                       |                 |              | samen met Accordeola                                               |
| Carnaval op Cuba                                              | 1949                  |                       |                 |              | samen met Accordeola                                               |
| Varen in een bootje                                           | 1949                  |                       |                 |              | samen met Accordeola                                               |
| Een bouquetje rode rozen                                      | 1949                  |                       |                 |              | samen met Accordeola                                               |
| Mijn hut in Canada                                            | 1949                  |                       |                 |              | samen met The Skymasters                                           |
| Meisje aan de kassa                                           | 1949                  |                       |                 |              | samen met The Skymasters                                           |
| Misschien!                                                    | 1950                  |                       |                 |              | samen met het Ensemble o.l.v. Frans Poptie                         |
| Greetje uit de polder                                         | 1950                  |                       |                 |              | samen met Harmonetto                                               |
| Mariette speelt wals-musette                                  | 1950                  |                       |                 |              | samen met het Ensemble o.l.v. Frans Poptie                         |
| Antje uit Volendam                                            | 1950                  |                       |                 |              | samen met Harmonetto                                               |
| Met een lach om je lippen                                     | 1950                  |                       |                 |              | samen met het Ensemble o.l.v. Frans Poptie                         |
| Hiep, hiep, hoera, dat was een feest                          | 1950                  |                       |                 |              | samen met Harmonetto                                               |
| Klipperdeklepper                                              | 1950                  |                       |                 |              | samen met Harmonetto                                               |
| Wat zou je doen in zo'n geval                                 | 1951                  |                       |                 |              | samen met het Ensemble o.l.v. Frans Poptie                         |
| Als jij het me zegt                                           | 1951                  |                       |                 |              | samen met Harmonetto                                               |
| De troubadour van Trinidad                                    | 1951                  |                       |                 |              | samen met zijn Poptimisten o.l.v. Frans Poptie                     |
| Ja als...Ja als...Ja als...                                   | 1951                  |                       |                 |              | samen met zijn Poptimisten o.l.v. Frans Poptie                     |
| Carnaval met jou                                              | 1951                  |                       |                 |              |                                                                    |
| Annemarie/Kom weer naar huis                                  | 1952                  |                       |                 |              | samen met Harmonetto en het Ensemble o.l.v. Frans Poptie           |
| Spring maar achterop                                          | 1952                  |                       |                 |              | samen met het Ensemble o.l.v. Frans Poptie                         |
| April in Portugal                                             | 1953                  |                       |                 |              | samen met zijn Poptimisten o.l.v. Frans Poptie                     |
| Iene miene mutte                                              | 1953                  |                       |                 |              | samen met het ensemble o.l.v. Frans Poptie                         |
| Wil jij een beetje van me hou'en                              | 1953                  |                       |                 |              | samen met het Ensemble o.l.v. Frans Poptie                         |
| Ogen als lichtende sterren                                    | 1953                  |                       |                 |              | samen met het Ensemble o.l.v. Frans Poptie                         |
| Aan het strand van Havanna/Je hebt van die mooie blauwe ogen  | 1953                  |                       |                 |              | samen met het Ensemble o.l.v. Frans Poptie                         |
| Zaterdagsmiddags (maar)                                       | 1953                  |                       |                 |              | samen met het Ensemble o.l.v. Frans Poptie                         |
| Rosemarie polka                                               | 1953                  |                       |                 |              | samen met het Ensemble o.l.v. Frans Poptie                         |
| Daar bij de waterkant                                         | 1953                  |                       |                 |              | samen met het Ensemble o.l.v. Frans Poptie                         |
| Ossenfeffer Katzenellenbogen bij de zee                       | 1954                  |                       |                 |              | samen met het Ensemble o.l.v. Frans Poptie                         |
| Guitaar potpourri                                             | 1954                  |                       |                 |              |                                                                    |
| Falderie-faldera                                              | 1954                  |                       |                 |              | samen met het Ensemble o.l.v. Frans Poptie                         |
| Zeemanshart                                                   | 1954                  |                       |                 |              | samen met het Ensemble o.l.v. Frans Poptie / Goud                  |
| Papa als ik groot ben/De kleine cowboy                        | 1954                  |                       |                 |              | samen met het Ensemble o.l.v. Frans Poptie en de Vierjarige Loekie |
| Mammie's verjaardag (hiep-piep-piep-hoera)/Naar het circus    | 1954                  |                       |                 |              | samen met het Ensemble o.l.v. Frans Poptie en de Vierjarige Loekie |
| De Feestpiano                                                 | 1955                  |                       |                 |              |                                                                    |
| Hoe je heette dat ben ik vergeten                             | 1955                  |                       |                 |              | samen met het Ensemble o.l.v. Frans Poptie                         |
| Bella cara mia                                                | 1956                  |                       |                 |              |                                                                    |
| Ik fluit de rock en roll                                      | 1957                  |                       |                 |              |                                                                    |
| Lou Lou                                                       | 1968                  | 03-02-1968            | 21              | 6            |                                                                    |
| Ik wou dat ik naar huis toe wou                               | 1970                  | 31-01-1970            | tip             |              |                                                                    |

### Albums
| Album met eventuele hitnotering(en) in de Nederlandse Album Top 100 | Datum van verschijnen | Datum van binnenkomst | Hoogste positie | Aantal weken | Opmerkingen |
| ------------------------------------------------------------------- | --------------------- | --------------------- | --------------- | ------------ | ----------- |
| De onvergetelijke Eddy Christiani                                   | 1999                  | 06-03-1999            | 48              | 5            |             |

## Onderscheidingen
- In 1965 ontving hij de Gouden Harp voor zijn hele werk;
- In 2005 werd hem de Edison Oeuvreprijs lichte muziek uitgereikt wegens zijn "enorme verdiensten in de Nederlandse muziekgeschiedenis";
- Op 28 september 2007 ontving Christiani de eerste Radio 5 Oeuvreprijs "vanwege zijn grote verdiensten voor de Nederlandse lichte muziek en vanwege zijn immense populariteit onder het publiek van Radio 5".

## Trivia
- In het computerspel Fallout 3 uit 2008 wordt het nummer Rhythm for You van Christiani gebruikt als een van de twintig stukken achtergrondmuziek.
- In het radioprogramma Stenders Late Vermaak zit het onderdeel Hoe je heette, dat ben ik vergeten, naar een van Christiani's liedjes.
- In de film Zwartboek wordt het nummer Ouwe taaie van Christiani gebruikt.